# Bracca flavitaenia
Bracca flavitaenia är en fjärilsart som beskrevs av W. Warren 1899. Bracca flavitaenia ingår i släktet Bracca och familjen mätare. Inga underarter finns listade i Catalogue of Life.